# Songs from the Great White North...
Songs from the Great White North... — це міні-альбом англійської рок-групи Noel Gallagher's High Flying Birds. Виданий 21 квітня 2012 року. Міні-альбом включає у себе бі-сайди з перших чотирьох синглів гурту - «The Death of You and Me», «AKA... What a Life!», «If I Had a Gun...» та «Dream On».

## Список композицій
| #  | Назва                              | Автор                                      | Тривалість |
| -- | ---------------------------------- | ------------------------------------------ | ---------- |
| 1. | «The Good Rebel»                   | Ноел Галлахер                              | 4:20       |
| 2. | «Let the Lord Shine a Light on Me» | Ноел Галлахер                              | 4:10       |
| 3. | «I'd Pick You Every Time»          | Ноел Галлахер                              | 2:06       |
| 4. | «Shoot a Hole into the Sun»        | Ноел Галлахер, Гаррі Кобейн, Брайан Дуганс | 7:53       |